# Eric García
Eric Garcia Martret (Martorell, Barcelona, 9 de enero de 2001) es un futbolista español que juega de defensa en el F. C. Barcelona de la Primera División de España.

## Estilo de juego
Puede ocupar diferentes posiciones en la defensa, principalmente de central, aunque también ocupa el lateral derecho. También ha jugado en ocasiones de mediocentro defensivo.

## Trayectoria
Tras formarse en la cantera del F. C. Barcelona, finalmente en 2017 se marchó a la disciplina del Manchester City, en ese entonces, dirigido por Pep Guardiola. Un año después ascendió al primer club, haciendo su debut el 18 de diciembre en un encuentro de la Copa de la Liga contra el Leicester City F. C. que finalizó con un resultado de 1-3 a favor del club tras una tanda de penaltis. Un mes después jugó la semifinal de la Copa de la Liga, tanto el partido de ida como de la vuelta contra el Burton Albion F. C., ganando con un resultado total de 10-0 en la eliminatoria. El 21 de septiembre de 2019 debutó en la Premier League tras entrar en la segunda parte de la victoria 8-0 ante el Watford.
El 1 de junio de 2021 se hizo oficial su vuelta al Fútbol Club Barcelona para las siguientes cinco temporadas a partir del 1 de julio, llegando a coste cero después de finalizar su contrato con el conjunto de Mánchester. Debutó el 15 de agosto saliendo de titular en la primera jornada de Liga ante la Real Sociedad. El 3 de septiembre del año siguiente logró su primer gol como azulgrana, y de su carrera, en una victoria ante el Sevilla F. C.
El 1 de septiembre de 2023, tras haber tenido menos minutos de juego la temporada anterior, fue cedido al Girona F. C. hasta junio de 2024. Durante la campaña consiguió marcar en cinco ocasiones y ayudó al equipo a conseguir la clasificación para disputar la Liga de Campeones de la UEFA.

### 2024-25: Regreso al Barcelona
Tras el año de cesión al Girona, regresó al primer equipo del Barça, que contaba con un nuevo entrenador Hansi Flick. Su primera titularidad de la temporada fue en la Liga de Campeones, siendo expulsado en el minuto 10 de la jornada 1 contra el A. S. Monaco. En la jornada 7 de la Liga de Campeones frente al S. L. Benfica, igualó el partido anotando el 4-4 en el minuto 89, que a la postre, serviría al Barça para vencer por 4-5. En la final de la Copa del Rey, salió en la prórroga sustituyendo a Pedri, venciendo el Barça finalmente el partido por 3-2. Tras la lesión de Jules Koundé en el tramo final de la temporada, empezó a ser utilizado como lateral derecho. Salió como titular en la vuelta de las semifinales de la Liga de Campeones ante el Inter de Milán, anotando el virtual 2-1, pero el Barça perdió la eliminatoria en la prórroga quedando eliminado. Días más tarde, repitió titularidad como lateral derecho frente al Real Madrid en la jornada 35 de La Liga, anotando el 1-2 que serviría para remontar al Barça, finalizando el partido 4-3.

### 2025-26: Asentado en el lateral
Durante la pretemporada del primer equipo por Asia, jugó varios partidos de titular en el lateral derecho, además del último partido de pretemporada en el Trofeo Joan Gamper ante el Como 1907. En el debut liguero frente al RCD Mallorca, partió de titular jugando los 90 minutos del encuentro.

## Selección nacional
Tras haber sido internacional en categorías inferiores, el 6 de septiembre de 2020 debutó con la selección absoluta de España tras sustituir a Sergio Ramos en la segunda mitad del triunfo por 4-0 ante Ucrania en la Liga de Naciones de la UEFA 2020-21.
En 2021 fue seleccionado para disputar la Eurocopa 2020 y los Juegos Olímpicos de Tokio 2020. Al año siguiente acudió al Mundial de Catar, torneo en el que no disputó ningún minuto. En París 2024 se proclamó campeón olímpico al vencer 5-3 a la anfitriona Francia en la final.

### Participaciones en Copas del Mundo
| Mundial      | Sede  | Resultado        | Partidos | Goles |
| ------------ | ----- | ---------------- | -------- | ----- |
| Mundial 2022 | Catar | Octavos de final | 0        | 0     |

### Participaciones en Eurocopas
| Copa          | Sede   | Resultado   | Partidos | Goles |
| ------------- | ------ | ----------- | -------- | ----- |
| Eurocopa 2020 | Europa | Semifinales | 3        | 0     |

### Participación en los Juegos Olímpicos
| Juegos Olímpicos               | Sede  | Resultado        | Partidos | Goles |
| ------------------------------ | ----- | ---------------- | -------- | ----- |
| Juegos Olímpicos de Tokio 2020 | Tokio | Medalla de plata | 6        | 0     |
| Juegos Olímpicos de París 2024 | París | Medalla de oro   | 5        | 0     |

## Estadísticas

### Clubes
Actualizado al último partido disputado el 16 de agosto de 2025.
| Club                             | Div.          | Temporada     | Liga  | Liga  | Copas nacionales | Copas nacionales | Copas internacionales | Copas internacionales | Total | Total |
| Club                             | Div.          | Temporada     | Part. | Goles | Part.            | Goles            | Part.                 | Goles                 | Part. | Goles |
| -------------------------------- | ------------- | ------------- | ----- | ----- | ---------------- | ---------------- | --------------------- | --------------------- | ----- | ----- |
| Manchester City F. C. Inglaterra | 1.ª           | 2018-19       | 0     | 0     | 3                | 0                | 0                     | 0                     | 3     | 0     |
| Manchester City F. C. Inglaterra | 1.ª           | 2019-20       | 13    | 0     | 5                | 0                | 2                     | 0                     | 20    | 0     |
| Manchester City F. C. Inglaterra | 1.ª           | 2020-21       | 6     | 0     | 3                | 0                | 3                     | 0                     | 12    | 0     |
| Manchester City F. C. Inglaterra | Total club    | Total club    | 19    | 0     | 11               | 0                | 5                     | 0                     | 35    | 0     |
| F. C. Barcelona · España         | 1.ª           | 2021-22       | 26    | 0     | 1                | 0                | 9                     | 0                     | 36    | 0     |
| F. C. Barcelona · España         | 1.ª           | 2022-23       | 24    | 1     | 4                | 0                | 4                     | 0                     | 32    | 1     |
| F. C. Barcelona · España         | 1.ª           | 2023-24       | 2     | 0     | ―                | ―                | ―                     | ―                     | 2     | 0     |
| Girona F. C. · España            | 1.ª           | 2023-24       | 30    | 5     | 1                | 0                | ―                     | ―                     | 31    | 5     |
| Girona F. C. · España            | Total club    | Total club    | 30    | 5     | 1                | 0                | 0                     | 0                     | 31    | 5     |
| F. C. Barcelona · España         | 1.ª           | 2024-25       | 29    | 2     | 7                | 1                | 9                     | 2                     | 45    | 5     |
| F. C. Barcelona · España         | 1.ª           | 2025-26       | 1     | 0     | 0                | 0                | 0                     | 0                     | 1     | 0     |
| F. C. Barcelona · España         | Total club    | Total club    | 82    | 3     | 12               | 1                | 22                    | 2                     | 116   | 6     |
| Total carrera                    | Total carrera | Total carrera | 131   | 8     | 24               | 1                | 27                    | 2                     | 182   | 11    |
| 1. 2.                            |               |               |       |       |                  |                  |                       |                       |       |       |

## Palmarés

### Títulos nacionales
| Título                     | Club                  | País       | Año  |
| -------------------------- | --------------------- | ---------- | ---- |
| Copa de la Liga            | Manchester City F. C. | Inglaterra | 2019 |
| Community Shield           | Manchester City F. C. | Inglaterra | 2019 |
| Copa de la Liga            | Manchester City F. C. | Inglaterra | 2020 |
| Copa de la Liga            | Manchester City F. C. | Inglaterra | 2021 |
| Premier League             | Manchester City F. C. | Inglaterra | 2021 |
| Supercopa de España        | F. C. Barcelona       | España     | 2023 |
| Primera División de España | F. C. Barcelona       | España     | 2023 |
| Supercopa de España        | F. C. Barcelona       | España     | 2025 |
| Copa del Rey               | F. C. Barcelona       | España     | 2025 |
| Primera División de España | F. C. Barcelona       | España     | 2025 |

### Títulos internacionales
| Título         | Club (*) | Sede    | Año  |
| -------------- | -------- | ------- | ---- |
| Europeo sub-17 | España   | Croacia | 2017 |
| Europeo sub-19 | España   | Armenia | 2019 |
| Plata olímpica | España   | Tokio   | 2020 |
| Oro olímpico   | España   | París   | 2024 |

(*) Incluyendo la selección.